# Tursko Wielkie-Zagumnie
Tursko Wielkie-Zagumnie (do 31 grudnia 2001 roku Tursko-Zagumnie) – kolonia w Polsce, w województwie świętokrzyskim, w powiecie staszowskim, w gminie Osiek.
Do 2023 miejscowość była częścią wsi Tursko Wielkie.
Do 1954 roku istniała gmina Tursko Wielkie. W latach 1975–1998 miejscowość administracyjnie należała do województwa tarnobrzeskiego.